# Keyser (Virginia Occidental)
Keyser es una ciudad ubicada en el condado de Mineral en el estado estadounidense de Virginia Occidental. En el Censo de 2010 tenía una población de 5439 habitantes y una densidad poblacional de 1.096,04 personas por km².

## Geografía
Keyser se encuentra ubicada en las coordenadas 39°26′23″N 78°58′56″O / 39.43972, -78.98222. Según la Oficina del Censo de los Estados Unidos, Keyser tiene una superficie total de 4.96 km², de la cual 4.96 km² corresponden a tierra firme y (0%) 0 km² es agua.

## Demografía
Según el censo de 2010, había 5439 personas residiendo en Keyser. La densidad de población era de 1.096,04 hab./km². De los 5439 habitantes, Keyser estaba compuesto por el 88.42% blancos, el 8.6% eran afroamericanos, el 0.22% eran amerindios, el 0.37% eran asiáticos, el 0% eran isleños del Pacífico, el 0.09% eran de otras razas y el 2.3% pertenecían a dos o más razas. Del total de la población el 1.42% eran hispanos o latinos de cualquier raza.